# HMS Royal Sovereign (05)
HMS Royal Sovereign byla britská bitevní loď třídy Revenge, dokončená v době první světové války, která se účastnila bojů druhé světové války. Například bojovala v bitvě u Punta Stilo. Po vyřazení lodi z aktivní služby v listopadu 1943 ji Britové zapůjčili do Sovětského svazu, kde ji Sovětské námořnictvo provozovalo jako Archangelsk. Sověti ji vrátili v roce 1949 a v témže roce byla vyřazena.